# East Cornwall Premier League
East Cornwall Premier League (ECPL), kallad RRL East Cornwall Premier League eller bara RRL League av sponsorskäl, är en fotbollsliga i England, grundad 1960. Ligan består främst av klubbar från östra Cornwall, men även från västra Devon.
Ligan har sedan 2019 en division, som ligger på nivå 12 i det engelska ligasystemet. Dessförinnan, under åren 2006–2019, hade ligan en Premier Division och en Division One. Ännu längre tillbaka i tiden fanns det bara en division. Ligan har också en egen cup.
Två klubbar kan flyttas upp till St Piran Football League East Division (nivå 11), dock inte någon klubb från Devon. Den sämst placerade klubben kan flyttas ned till Duchy Football League (nivå 13).

## Mästare

### 1960–2006
1960/61–1986/87: Ingen uppgift
| Säsong  | League                           |
| ------- | -------------------------------- |
| 1987/88 | St Dennis                        |
| 1988/89 | Nanpean Rovers                   |
| 1989/90 | Nanpean Rovers (2)               |
| 1990/91 | St Blazeys reservlag             |
| 1991/92 | St Dennis (2)                    |
| 1992/93 | Liskeard Athletics reservlag     |
| 1993/94 | Liskeard Athletics reservlag (2) |
| 1994/95 | Nanpean Rovers (3)               |
| 1995/96 | Saltash Uniteds reservlag        |
| 1996/97 | Nanpean Rovers (4)               |
| 1997/98 | Callington Town                  |
| 1998/99 | Callington Town (2)              |
| 1999/00 | St Dennis (3)                    |
| 2000/01 | Liskeard Athletics reservlag (3) |
| 2001/02 | Liskeard Athletics reservlag (4) |
| 2002/03 | Foxhole Stars                    |
| 2003/04 | Liskeard Athletics reservlag (5) |
| 2004/05 | Foxhole Stars (2)                |
| 2005/06 | Saltash Uniteds reservlag (2)    |

### 2006–2019
| Säsong  | Premier Division                 | Division One                 | League Cup                   |
| ------- | -------------------------------- | ---------------------------- | ---------------------------- |
| 2006/07 | Foxhole Stars (3)                | Tamarside                    | ?                            |
| 2007/08 | Torpoint Athletics reservlag     | St Stephen                   | ?                            |
| 2008/09 | Torpoint Athletics reservlag (2) | Plymouth Parkways reservlag  | ?                            |
| 2009/10 | Torpoint Athletics reservlag (3) | St Dennis                    | Plymouth Parkways reservlag  |
| 2010/11 | St Dennis (4)                    | St Dominick                  | St Dennis                    |
| 2011/12 | Torpoint Athletics reservlag (4) | Liskeard Athletics reservlag | Sticker                      |
| 2012/13 | Plymouth Parkways reservlag      | Polperro                     | Polperro                     |
| 2013/14 | Plymouth Parkways reservlag (2)  | Edgcumbe                     | Torpoint Athletics reservlag |
| 2014/15 | Torpoint Athletics reservlag (5) | St Stephens Borough          | Tavistocks reservlag         |
| 2015/16 | Torpoint Athletics reservlag (6) | St Austells reservlag        | Bodmin Towns reservlag       |
| 2016/17 | Torpoint Athletics reservlag (7) | Plymouth Parkways reservlag  | Pensilva                     |
| 2017/18 | Torpoint Athletics reservlag (8) | Wadebridge Towns reservlag   | Lakeside Athletic            |
| 2018/19 | St Austells reservlag            | St Stephen                   | St Austells reservlag        |

### 2019–
| Säsong  | League | League Cup |
| ------- | ------ | ---------- |
| 2019/20 |        |            |